# Acción del 25 de noviembre de 1804
LaAcción del 25 de noviembre de 1804 fue un enfrentamiento naval menor entre la Royal Navy y la Armada Española englobado dentro de la Guerra anglo-española (1804-1809) y que tuvo lugar frente a la costa de Cádiz. El enfrentamiento terminó con la captura de la fragata española Amfitrite por parte del navío HMS Donegal.

## Historia
El HMS Donegal, un navío de línea de 74 cañones, había pasado el año 1800 en el puerto de Plymouth y en 1801, bajo las órdenes del capitán sir Richard Strachan fue desplegado en el Canal de la Mancha. Al poco tiempo, tras el definitivo estallido de hostilidades con España, el navío fue asignado para la vigilancia del escuadrón francés apostado en la costa española de Cádiz. Fue en este periodo, en la mañana del 25 de noviembre de 1804, cuando persiguió y dio caza a la fragata española de 42 cañones Amfitrite.
Tras perseguir al Amfitrite durante 46 horas, la fragata perdió su palo mayor y por tanto pudo ser alcanzada por el HMS Donegal. 
El capitán Strachan hizo traer al capitán español a bordo del banco inglés y le informó a éste de que tenía órdenes de hacerle regresar al puerto de Cádiz. Sir Richard no hablaba español y el capitán español no hablaba inglés por lo que al parecer hubo serios problemas de comunicación. Sir Richard le advirtió al capitán español de que disponía de tres minutos desde que embarcara otra vez en su buque para poner de nuevo rumbo a Cádiz. Tras esperar seis minutos sin una respuesta sir Richard abrió fuego contra la fragata. El enfrentamiento duró apenas ocho minutos con el resultado de un pequeño e indeterminado número de muertos por parte española incluido el capitán español que falleció de un tiro de mosquete.
La fragata fue incorporada a la Royal Navy como HMS Amfitrite.